# Associação Chinesa de Tênis
A Associação Chinesa de Tênis (em inglês:  Chinese Tennis Association, CTA) (em chinês:  中国网球协会) é o órgão responsável pela organização dos eventos e representação dos atletas de tênis na República Popular da China. Foi fundada em 1953, e a sede fica localizada na capital do país, Pequim. A CTA é a única entidade jurídica que representa a China nas principais entidades que governam o tênis mundial, como a Federação Internacional de Tênis e a Federação Asiática de Tênis.